# Jules A. Hoffmann
Jules A. Hoffmann (francès: Jules Hoffmann)  (Echternach, 2 d'agost de 1941) és un biòleg francès d'origen luxemburguès. És membre de l'Acadèmia francesa de ciències d'ençà de 1992, i va ser-ne el president de 2007 a 2008.
Jules Hoffmann va ser recipiendari de la medalla d'or del CNRS 2011. Va rebre el Premi Nobel de Medicina o Fisiologia 2011, conjuntament amb Ralph M. Steinman i Bruce Beutler, per les seves recerques sobre el sistema immunitari.

## Guardons
- 2003 Cancer Research Institute Premi William B. Coley
- 2004 Premi Robert Koch
- 2007 Premi Balzan conjuntament amb Bruce A. Beutler per la immunitat innada
- 2010 Premi de Ciència Mèdica Keio
- 2011 Premi Shaw (compartit amb Bruce A. Beutler i Ruslan M. Medzhitov)
- 2011 Medalla d'or del CNRS
- 2011 Premi Nobel de Medicina o Fisiologia (compartit amb Bruce Beutler i Ralph M. Steinman)[3]